# روي سانتوس
روي سانتوس هو لاعب كرة قدم برتغالي، ولد في 2 أبريل 1989. لعب مع ديسبورتيفو تروفينسي.

## وصلات خارجية
- روي سانتوس على موقع Soccerway.com (الإنجليزية)